# خنافس نمرية براقة
الخنافس النمرية البراقة (الاسم العلمي:Cicindelini) هي قبيلة من الحشرات تتبع فصيلة الخنافس الأرضية من رتبة غمديات الأجنحة.

## الأجناس
- خنفساء النمر